# Avvocata (Napoli)
L'Avvocata è un quartiere di Napoli facente parte della seconda municipalità insieme ai quartieri Montecalvario, Mercato, Pendino, Porto, San Giuseppe.
Confina a ovest col quartiere Arenella e col quartiere Vomero (piazza Leonardo), a sud col quartiere Montecalvario, a est col quartiere San Giuseppe (piazza Dante), e col quartiere San Lorenzo (piazza Dante, via Enrico Pessina) e infine a nord, nord-est col quartiere Stella. È attraversato nella sua lunghezza da via Salvator Rosa che è il maggior asse viario del quartiere.

## Etimologia del nome
Deriva dall'attributo latino Advocata, dato alla Vergine Maria, Difensore degli uomini e Mediatrice per i peccatori. Si tratta del participio passato (advocatus), reso sostantivo femminile del verbo advocare che vuol dire "chiamare al cospetto".

## Storia
La zona era abitata fin dall'antichità come testimonia il ponte romano ritrovato presso via Salvator Rosa e varie urbanizzazioni si sono succedute nei secoli, ma nonostante questo il quartiere ha un'estetica abbastanza omogenea che si rifà alle architetture tipiche napoletane che vanno dal XVII fino al XIX secolo che hanno avuto il sopravvento sulle urbanizzazioni precedenti.

## Monumenti e luoghi d'interesse
Il quartiere, figlio dell'immensa espansione urbanistica avutasi nella Napoli vicereale, è ricchissimo di edifici civili e sacri monumentali.
Su via Salvator Rosa (che è l'asse viario principale del quartiere) si affacciano due chiese monumentali (la Chiesa di Santa Maria Maddalena de' Pazzi e la Basilica di Santa Maria della Pazienza) e vari palazzi storici caratterizzati da cortili interni che presentano grandi arcate e pregevoli scale aperte. Ecco i principali palazzi che si incontrano salendo la strada:
- Palazzo Nicolini
- Palazzo Gatto
- Palazzo De Leone
- Palazzo in via Salvator Rosa n.321
- Palazzo Caracciolo di Girifalco
- Palazzo Nunziata
- Palazzo Mollo di Lusciano
- Palazzo Bottiglieri
- Palazzo Sportiello
- Palazzo Volturale
- Palazzo Tizzano
- Palazzo Maciocco
- Palazzo Loffredo
- Palazzo in via Salvator Rosa n.256
- Palazzo De Tomase
- Palazzo De Luna
- Palazzo Buscio

Sul colle di Pontecorvo la concentrazione di edifici sacri e civili è forse la più ragguardevole del quartiere, eccone un elenco quasi completo:
- Chiesa di Sant'Antonio a Tarsia
- Chiesa di San Giuseppe delle Scalze a Pontecorvo
- Chiesa di San Francesco delle Cappuccinelle
- Chiesa di Santa Maria delle Periclitanti
- Complesso di Gesù e Maria
- Palazzo Lauro di Bisignano
- Palazzo Spinelli di Tarsia
- Palazzo Capano
- Palazzo Perrone
- Palazzo Caracciolo di Avellino (Salita Tarsia)
- Palazzo Tortora Brayda
- Palazzo in Salita Tarsia n.68
- Palazzo in Salita Tarsia n.127
- Palazzo in vico Cappuccinelle n.8
- Palazzo in vico Cappuccinelle n.13
- Palazzo in vico Pontecorvo n.8
- Palazzo in vico Pontecorvo n.18
- Palazzo in salita Pontecorvo 26
- Palazzo in Salita Pontecorvo n.54
- Palazzo in Salita Pontecorvo n.60

A valle rispetto alla collina di Pontecorvo vi è via Ventaglieri dove vi sono alcuni palazzi di pregio, come:
- Palazzo Nauclerio;
- Palazzo Cimmino;
- Palazzo in via Ventaglieri n.9;
- Palazzo Cercepiccola;
- Palazzo in via Ventaglieri n.71;
- Palazzo Borgia;
- Palazzo Diodati Rossi;
- Palazzo in via Ventaglieri n.20;

Altra porzione del quartiere ricca di edifici di pregio è il Colle di San Potito, storicamente detto della Costigliola, dove, oltre alla chiesa omonima, si segnalano:
- Chiesa di San Giuseppe dei Nudi
- Chiesa dei Santi Bernardo e Margherita
- Chiesa di San Giuseppe dei Vecchi
- Chiesa di Santa Monica
- Palazzo Zona
- Palazzo Solimena
- Palazzo Caracciolo di Melissano
- Palazzo Lauria
- Palazzo Minei
- Palazzo in via Salvatore Tommasi n.42
- Palazzo Parascandolo
- Palazzo Scaglione-De Angelis
- Palazzo Terralavoro
- Palazzo Costantino
- Palazzo Tango
- Palazzo dell'Ordine di Malta
- Palazzo Albano
- Palazzo De Vietri
- Palazzo De Costanzo

Mentre in via Correra nell'alternanza tra fondachi e palazzi nobiliari si distinguono soprattutto:
- Palazzo Cella De Mari;
- Palazzo De Goyzueta;
- Palazzo in via Francesco Saverio Correra n.16;
- Palazzo in via Francesco Saverio Correra n.46;
- Palazzo in via Francesco Saverio Correra n.241
- Palazzo Quaranta;
- Palazzo Vitale-Sarnelli (al civico 22; nel quale vi nacque il generale Armando Diaz);

Un tipo di architettura che ha ispirato le ambientazioni per innumerevoli commedie teatrali napoletane e riprese in molti dei film di Totò, ad esempio il palazzo che fa da sfondo al film Miseria e nobiltà: scenografia ricostruita a Cinecittà ma che si ispirava a un vero palazzo tuttora esistente nel quartiere.
Tuttavia oltre a quelle del passato sono numerose le opere d'arte moderna che si susseguono tra una strada e l'altra.
Il quartiere, infatti, è stato protagonista di una massiccia opera di riqualificazione che ha avuto origine dall'apertura delle stazioni del Metro dell'arte: Salvator Rosa e Materdei. Queste stazioni non si limitano a essere un museo d'arte moderna nei loro corridoi interni, ma la museicità va oltre e invade il quartiere e i palazzi circostanti.
Merita una citazione il cosiddetto Palazzo blu che si affaccia sulla stazione di Salvator Rosa: alto sei piani e completamente ridipinto di blu oltremare, al quale sono state impiantante, sotto a ogni finestra, lamiere dorate ondulate a imitare panni stesi mossi dal vento. Inoltre tutto l'arredamento urbano del quartiere, come paletti, rotonde e quant'altro sono in tono con la stazione.

## Trasporti e viabilità
|  | Le uscite Arenella e Capodimonte della Tangenziale di Napoli sono le più vicine al quartiere.                 |
|  | Nel quartiere sono presenti le stazioni Salvator Rosa e Materdei della linea 1 della Metropolitana di Napoli. |
|  | I principali assi viari sono via Salvator Rosa, via Girolamo Santacroce e via Matteo Renato Imbriani.         |
|  | Il quartiere è servito dai normali bus di linea della città.                                                  |

## Videografia
- Ascoltando la città all'Avvocata, su YouTube.